# Labidosaurus hamatus
O Labidosaurus hamatus é uma espécie de réptil onívoro que viveu há cerca de 275 milhões de anos de idade e media cerca de 75 centímetros.